# Pialla

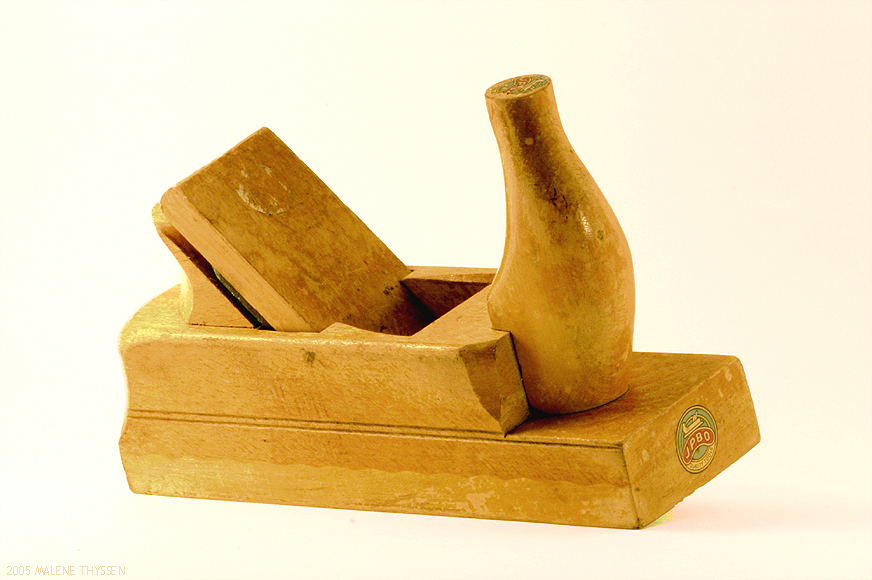
Un pialletto a finire, in legno

La pialla è un utensile per la lavorazione del legno usato per lisciare oppure spianare una superficie

## Storia
Arti figurative egizie ci mostrano falegnami intenti a piallare, ma tali documenti non debbono essere considerati esclusivi, poiché è ragionevole immaginare che tale attrezzo fosse già in esistenza prima. Al tempo dei romani era diventata uno strumento molto evoluto, con pochissima differenza da quello odierno; ciò è provato da reperti archeologici che hanno restituito corpi di pialle realizzate dall'unione tra legno e metallo, e altri materiali. Infatti se si potesse trasportare un falegname dall'antica Roma ai giorni nostri, costui si troverebbe a suo agio con lo strumento moderno. Si tratta spesso della combinazione di una suola metallica, per lo più bronzea con un corpo centrale in legno. Una scoperta recente in Gran Bretagna, ha rivelato una pialla dell'epoca romana, con la suola di ferro e il ceppo d'avorio.

## Tipi di pialle

### Pialle manuali
Ci sono svariati tipi di pialle manuali, tanto che è pressoché' impossibile elencarli tutti. Possiamo comunque suddividerle in:
- pialle propriamente dette, chiamate anche pialle da banco.
- sponderuole
- incorsatoi.

#### Struttura delle pialle manuali
Le pialle manuali possono essere realizzate in legno duro, in metallo ma anche ibride con corpo in metallo e legno.
Nella pialla in legno si riconoscono i seguenti componenti:
- il ceppo, costituito di solito da un parallelepipedo di legno duro (leccio, faggio, carpino) anche ebano, palissandro e lignum vitae per esempio, specialmente nelle tipiche pialle cinesi.
- l'impugnatura principale, fissata al ceppo alla sua estremità' posteriore, proprio dietro il coltello; mentre una secondaria è posta all'estremità anteriore: il "pomo" per le pialle metalliche, o il "corno" per quelle tradizionali europee.
- la suola, ben spianata, che è la parte inferiore del ceppo; tale "suola" nell'Italia del nord è spesso costruita in legno di pero e/o altre essenze particolarmente resistenti all'usura.
- la feritoia, la fessura aperta nella suola, dalla quale sporge il filo tagliente ferro e che è la parte essenziale dell'attrezzo. Nelle pialle comuni tale feritoia è fissa, cioè' non è alterabile, mentre in molte altre di qualità' più' elevata, tale apertura è regolabile.
- la buca o ganascia, che parte dalla feritoia ed attraversa il ceppo, allargandosi a mo' d'imbuto quadrato; attraverso tale buca fuoriescono i trucioli prodotti dalla piallatura.
- il ferro o coltello, costituito da una lama affilata d' acciaio con un riporto altresì d'acciaio, che costituisce la parte tagliente dell'utensile e che da solo ne giustifica l'esistenza.
- il cuneo o bietta o lardone, che blocca in posizione il ferro nella buca e feritoia.

In azione, l'orlo affilato inferiore del ferro sporge leggermente dalla feritoia; il movimento della pialla sul pezzo in lavorazione asporta uno strato di legno di spessore costante detto truciolo- è qui che si scopre quanto sia conveniente avere una feritoia con aperture regolabile - Regolando la sporgenza del coltello dal corpo della pialla, lo spessore di suddetto truciolo asportato, corrisponderebbe alla sporgenza del "filo" del coltello. Per far rientrare il ferro e sbloccare il cuneo si batte col mazzuolo sulla parte posteriore del ceppo, mentre per farlo sporgere di più si batte sul ferro e quindi sul cuneo per bloccarlo; questo vale per le pialle più' comuni, mentre quelle metalliche di origine anglo-sassone, è possibile agire su una vite speciale che permette di aggiustare il taglio i in modo particolarmente fine. Molto spesso il ferro della pialla è munito di controferro o controcoltello, che ne riduce le vibrazioni e, spezzando i trucioli, permette di ottenere superfici più lisce e regolari. Il controferro è entrato in uso a partire dal XIX secolo, specialmente in Gran Bretagna prima e nel Nordamerica poi.
Nella pialla in metallo l'apertura della feritoia e la sporgenza del coltello sono regolabili con molta precisione grazie a delle viti. Pare che Il primo brevetto per la tipica pialla con ceppo metallico sia da ascrivere all'inventore americano Leonard Bailey nel 1858, che successivamente la vendette alla ditta statunitense Stanley, i cui modelli rappresentano di fatto ancor oggi, lo standard internazionale per la classificazione delle pialle in metallo. Ciò però non significa che fu Bailey ad inventare tali pialle, costui è l'inventore di un particolare sistema di aggiustamento  del coltello (sistema Bailey, appunto) e non dell'intero attrezzo. Fatto sta che pialle dal corpo metallico di squisita fattura erano già' in esistenza molto prima. 
Per poter usare la pialla in maniera efficiente e sensibile è necessario poter disporre di un banco da falegname munito di morsa, per bloccare il pezzo da lavorare nella maniera più' ferma possibile. Con una pialla manuale ben affilata e sapientemente regolata , si ottengono superfici più lisce e precise di quelle lavorate con pialle a motore. È importante che la direzione della piallatura, concordi con la direzione delle fibre del legno.

##### Pialle

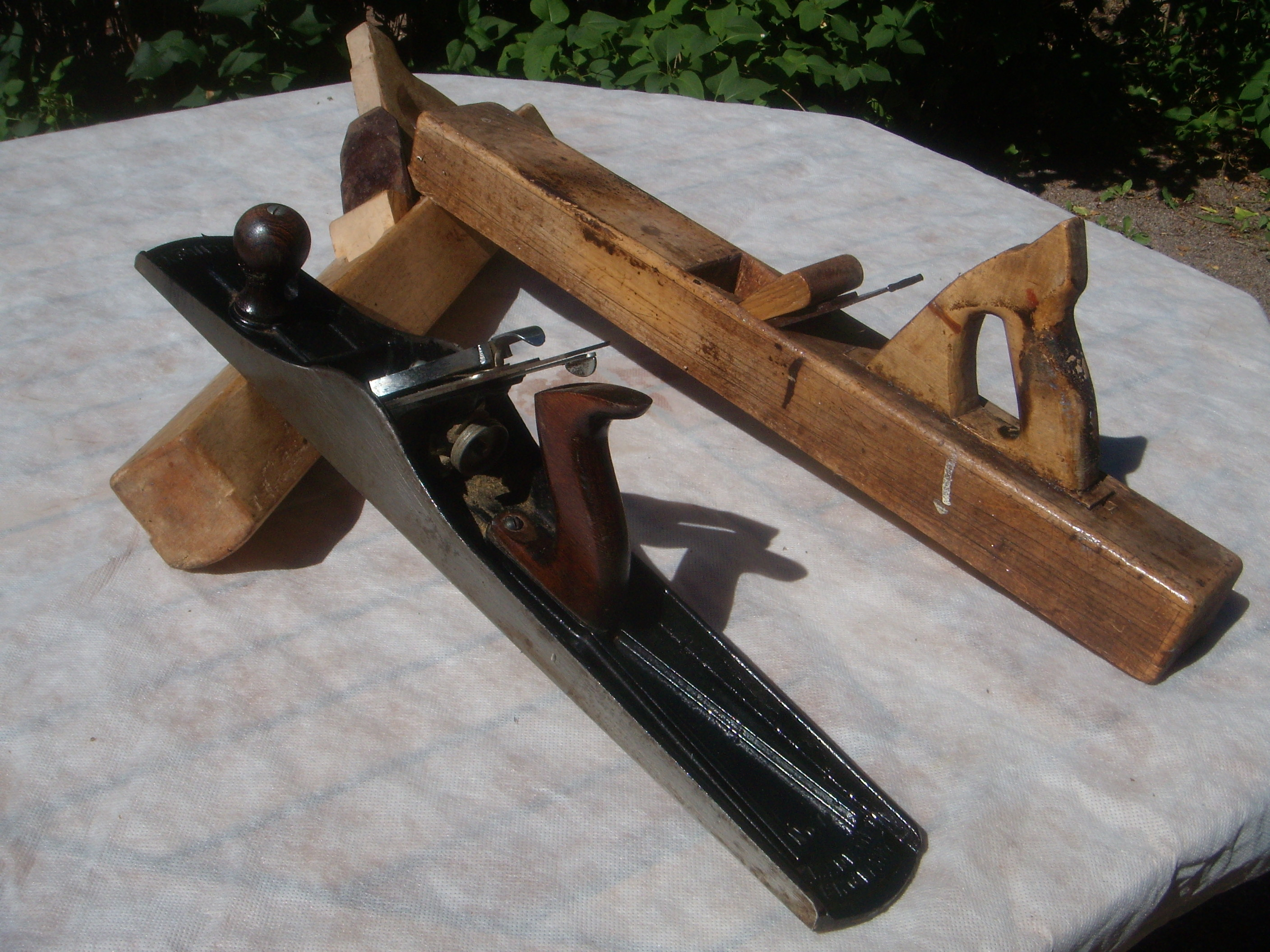
Il piallone in legno e in metallo

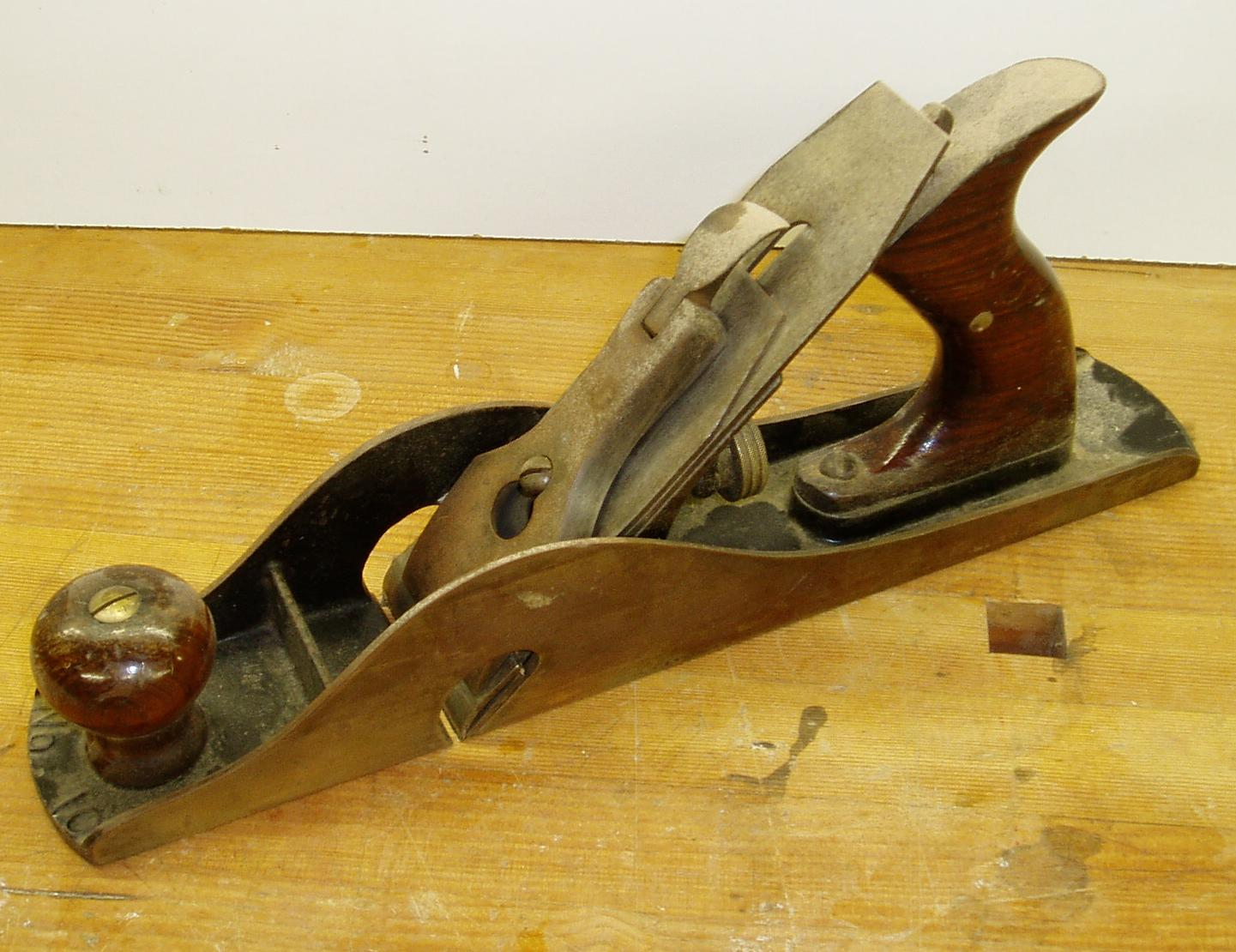
Un pialletto a registro

Tra le pialle propriamente dette i tipi più comuni e maggiormente diffusi sono i seguenti:
- Pialla per sgrossare, detta anche sgrossino o sbozzino. Era la prima pialla usata per sgrossare le tavole segate rozzamente. Solitamente è lunga dai 25 ai 35 cm, ha la suola piatta ma il filo tagliente è curvo (convesso) in modo da asportare forti spessori di materiale. Ha la feritoia un po' più larga delle pialle per la finitura, proprio perché produce dei trucioli più grossi. È molto faticosa da usare, tanto che in francese viene chiamata galera.
- Pialletto a finire, utilizzato per la finitura delle superfici. Solitamente il ferro ha il filo tagliente diritto, ma gli spigoli sono smussati per non produrre delle rigature sulla superficie da piallare. Il pialletto generalmente è lungo dai 20 ai 25 cm.
- Piallone, simile al pialletto a finire, ma molto più lungo (dai 65 agli 80cm) che permette di eseguire fili diritti sulle assi e di rettificare grandi superfici. Dato che il maggior peso fornisce maggiore inerzia, la piallatura risulta più scorrevole, anche su legni con venatura ritorta o con nodi. In passato il piallone veniva usato anche per rettificare il banco stesso del falegname.
- Pialla a lama dentata, provvista di una serie di scanalature sul coltello e utilizzata per preparare le superfici da impiallacciare o per i legni a venatura molto irregolare.
- Pialle da bottai, caratterizzate dall'avere il corpo non diritto ma curvo. Permette di ottenere dei pezzi curvi, quali, ad esempio, le doghe utilizzate per la costruzione delle botti o dei tini in legno.
- Pialletto a registro, un tipo particolare di pialla o pialletto a mano. La sua realizzazione in metallo (esiste anche un modello completamente in legno)  prevede la presenza di viti di registro che consentono di regolare in modo semplice la sporgenza della lama in base al taglio che si vuole eseguire. A volte è presente anche la regolazione per inclinare il filo della lama a destra o a sinistra per registrare le imperfezioni di affilatura dell'utensile.
- Pialla a dito, piccola pialla a bocca fissa e lama bloccata, utilizzata di norma dai liutai per le operazioni di rifinitura o comunque per minuziosi lavori di falegnameria.

##### Sponderuole
Pialle solitamente di corpo stretto, caratterizzata dall'avere il coltello della stessa larghezza del corpo della pialla, tale de permettere la lavorazione di "battute".  I trucioli prodotti da queste escono dall'apertura laterale. Sono utilizzate per eseguire incastri, battenti, o modanature. In quest'ultimo caso sono anche chiamate "bastone" o "guillaume", termine francese in uso in anche in Piemonte.

##### Incorsatoi

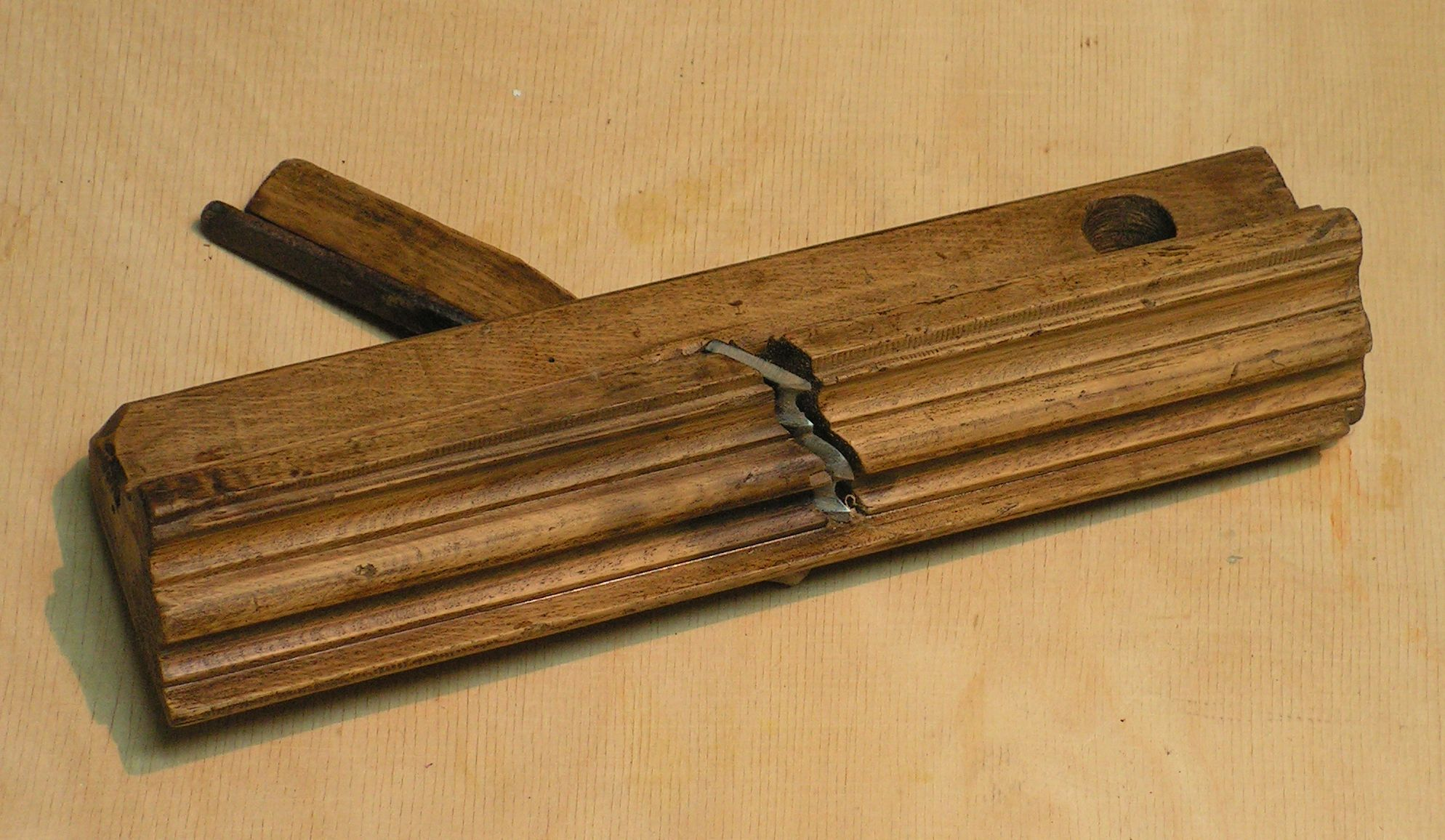
Un incorsatoio per realizzare cornici

Pialle simili alle sponderuole,  ma caratterizzate dall'avere coltello e suola sagomati in varie fogge, corrispondenti ad innumerevoli profili e usati per produrre scorticature e modanature d'ogni genere.

#### Regolazione ed uso di una pialla manuale
Normalmente una pialla appena acquistata non è ancora utilizzabile in maniera soddisfacente, perché è necessaria una accurata messa a punto e l'affilatura del ferro. Innanzitutto si deve rettificare con precisione la suola, vale a dire la superficie inferiore, nella quale è intagliata la feritoia. Poi è necessario rettificare il piano su cui appoggia il ferro: infatti il ferro deve essere bloccato perfettamente e non deve vibrare Per la stessa ragione è necessario controllare la buona tenuta del dispositivo di bloccaggio (vale a dire il cuneo per le pialle in legno, e il coperchio con leva a eccentrico per le pialle metalliche). Nel caso sia presente il controferro è necessario rettificarlo in modo che appoggi perfettamente al ferro: se infatti sotto di esso si infilano dei trucioli, la pialla si intasa e non si riuscirà a lavorare; si dovrà anche controllare che la feritoia non sia troppo larga, perché in questo caso il legno tenderà a scheggiarsi e non si potrà avere una superficie ben rettificata. Per lavori di precisione è sufficiente che la feritoia sia larga quanto basta per far passare i trucioli. Infine è necessario affilare con cura il ferro. Per piallature di precisione o su legno duro il ferro deve sporgere uno o due decimi di millimetro dalla suola, e il controferro deve essere collocato molto in avanti ( a circa 1mm o meno dal filo del tagliente). Per il legno dolce o per asportare più materiale il ferro sporgerà dalla suola 2 o 3 decimi di millimetro, e il controferro sarà leggermente più indietro. Se usata correttamente la pialla manuale non è pericolosa, perché il ferro è protetto e sporge solo di pochi decimi di millimetro dalla suola.
In realtà questo procedimento vale solo per le pialle di "bassa gamma". Per quanto esistano sul mercato produttori di pialle a mano di qualità stupefacente, teoricamente già pronte per lavorare appena fuori dalla confezione, il praticante provetto insiste ad applicare i suoi criteri personali. In tale contesto la pialla può paragonarsi a uno strumento musicale intonato alle esigenze prettamente individuali dell'artista.

### Le pialle a motore
Le pialle a motore si dividono in pialle a filo, pialle a spessore e pialle combinate che effettuano le due operazioni filo e spessore. Esistono pialletti elettrici per l'uso a mano libera.

#### Pialla a filo

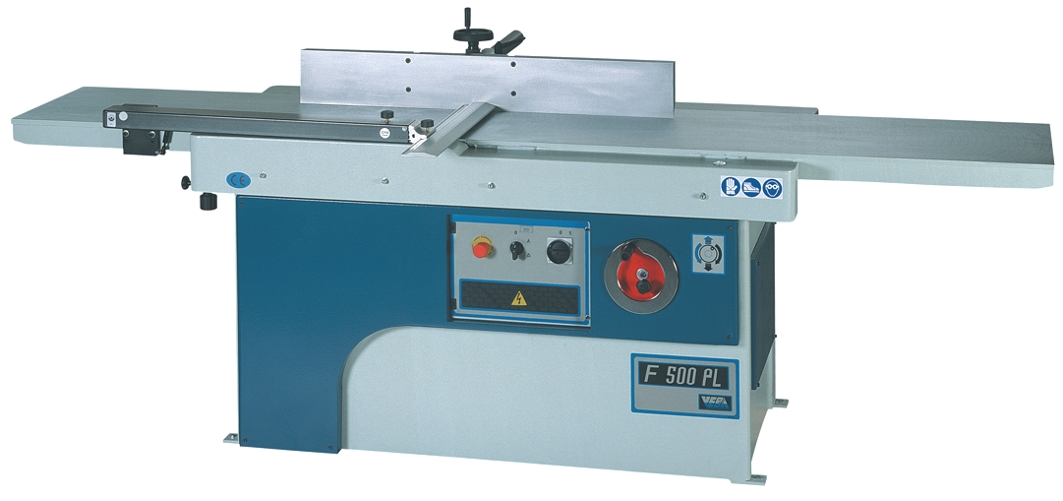
Una pialla a filo

La pialla a filo è composta da una struttura metallica, generalmente viene usata la ghisa, la quale sostiene due piani di lavoro, registrabili in altezza, chiamati piano di alimentazione e piano di scarico. Al centro della struttura fra i due piani si trova un cilindro metallico detto albero porta-utensile, dove sono alloggiati 2, 3 o 4 coltelli. I coltelli sono tenuti bloccati da un cuneo metallico detto lardone. L'albero porta utensile, tramite un sistema di cinghie e pulegge, è collegato ad un motore elettrico che lo fa ruotare ad una velocità di circa 5000 giri al minuto ( o più' a seconda delle esigenze) con una potenza elettrica che può superare di gran lunga i 4 kilowatt. La larghezza della superficie piallabile è determinata dalla lunghezza dei coltelli sul cilindro (che a turno detta la larghezza dei piani di lavorazione) e che può variare 'di norma' dai 15–20cm fino ad oltre i 60cm. esistono anche pialle enormi per lavorazioni particolari, mentre altre sono ottenibili su ordinazione.
Il piano di entrata viene regolato qualche millimetro più in basso, rispetto al piano di uscita, tale misura viene detta profondità di taglio; la lavorazione avviene appoggiando il pezzo da piallare sul piano di entrata e spingendolo verso il piano di uscita; l'albero porta-coltelli roteando, asporta dal pezzo uno spessore pari alla profondità del taglio.

#### Pialla a spessore

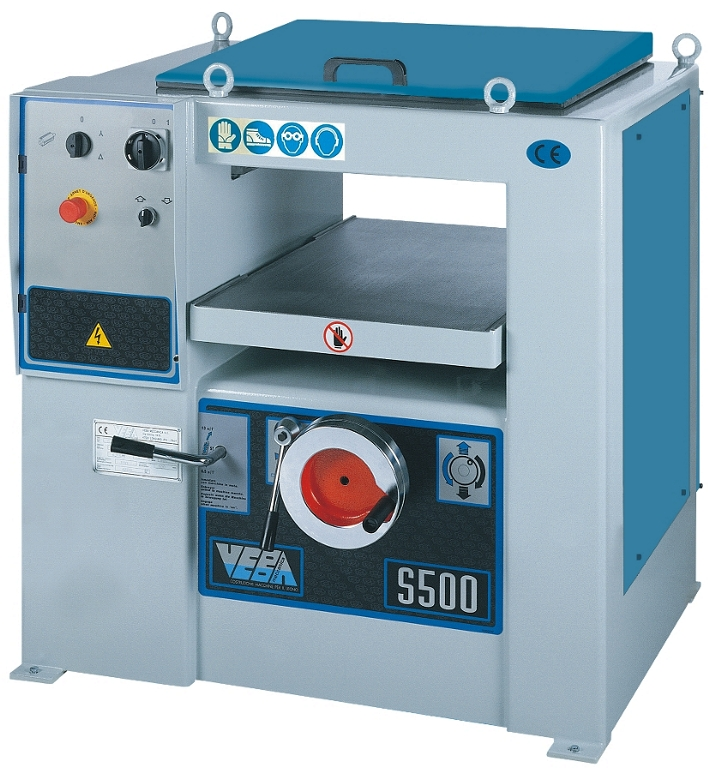
Pialla a spessore

La pialla a spessore ha una struttura simile alla pialla a filo; con la differenza che il piano, dove scorre il pezzo in lavorazione, è uno solo e si trova sotto l'albero porta-coltelli; tale piano è montato su guide verticali scorrevoli, che permettono di variare l'apertura tra esso e il cilindro con i taglienti, è questa apertura che determina lo 'spessore finale' del pezzo lavorato. Precedenti il cilindro porta-coltelli e seguenti ad esso, sono presenti dei rulli zigrinati nella lunghezza e motorizzati che spingono ( e trascinano, rispettivamente ) in avanti, il materiale in lavorazione. Come detto, l'apertura predisposta tra il piano e il cilindro determina lo spessore finale del manufatto. Il compito della pialla a spessore è di fare parallele le due facce opposte di una tavola o asse che sia.

#### Pialletto elettrico
Il pialletto elettrico è un elettroutensile costruito esattamente come una pialla a filo, solamente più piccolo e leggero tanto da essere utilizzato tenendolo in mano.
Viene adoperato per adattare le travi in legno in cantiere o nei lavori di montaggio dei mobili per adattali esattamente al pavimento o alle pareti.
Viene utilizzato anche nel bricolage per piccoli lavori di piallatura da fare in casa.

## Galleria d'immagini

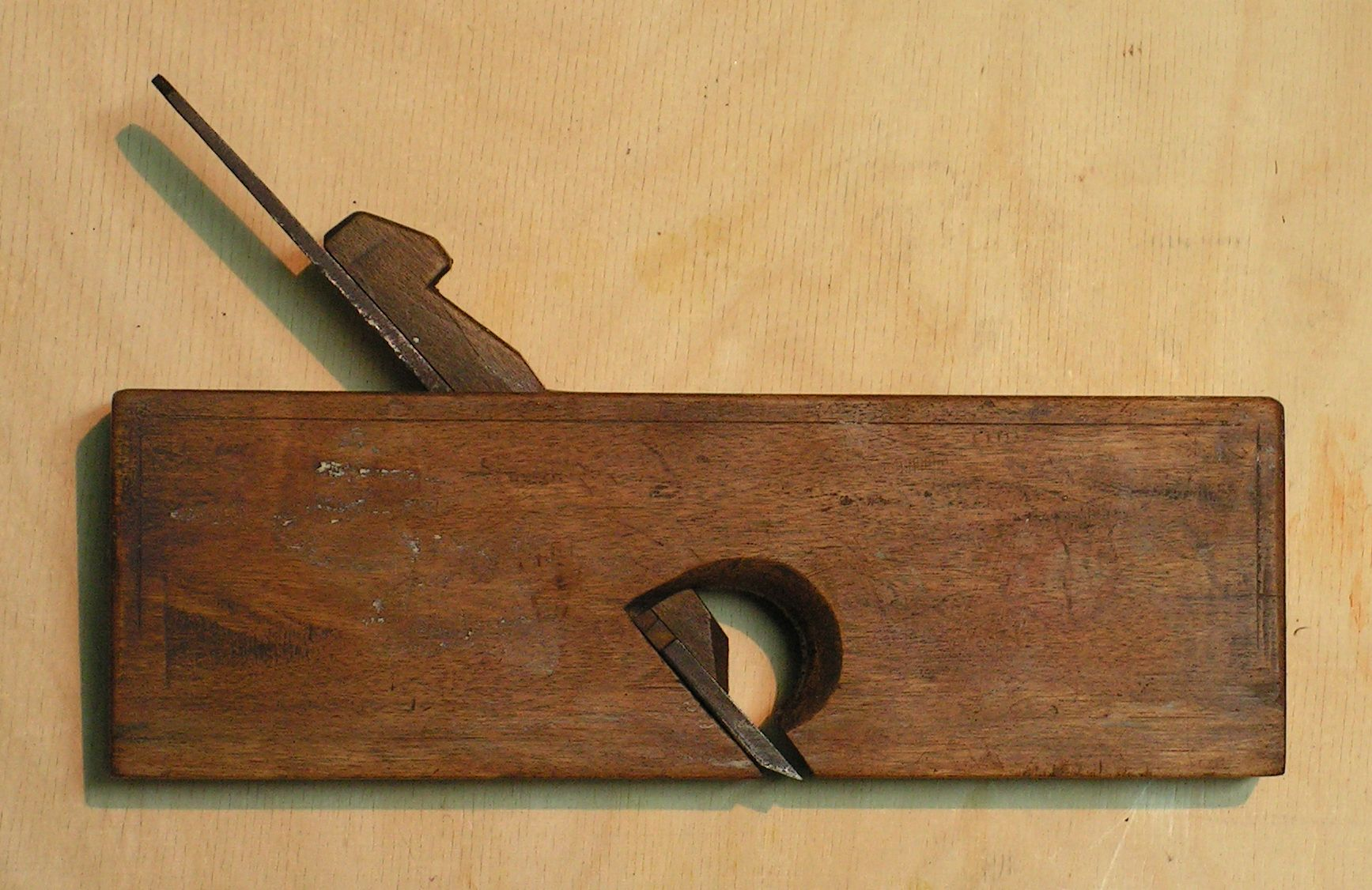
Sponderuola
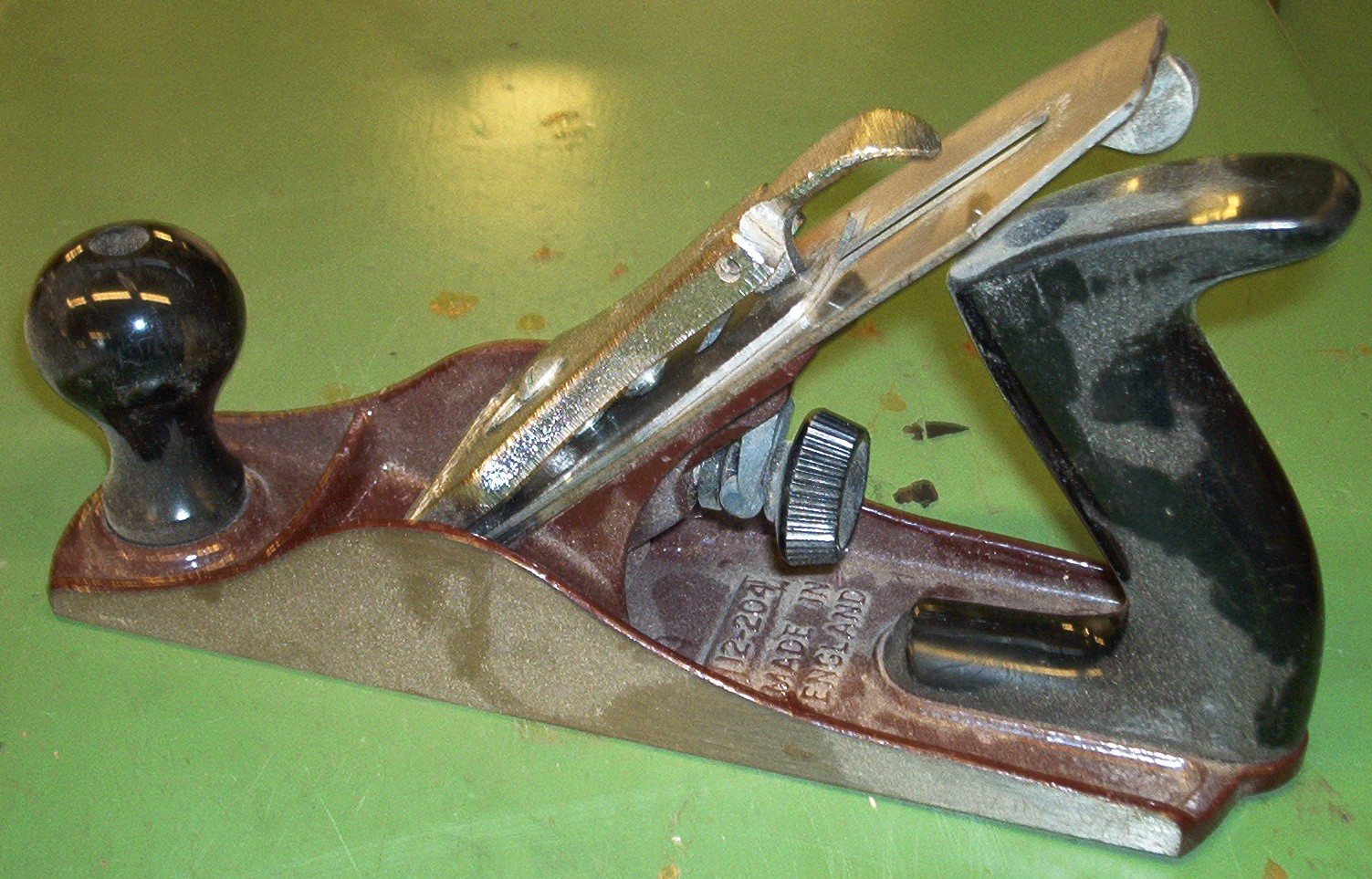
Pialletto metallico
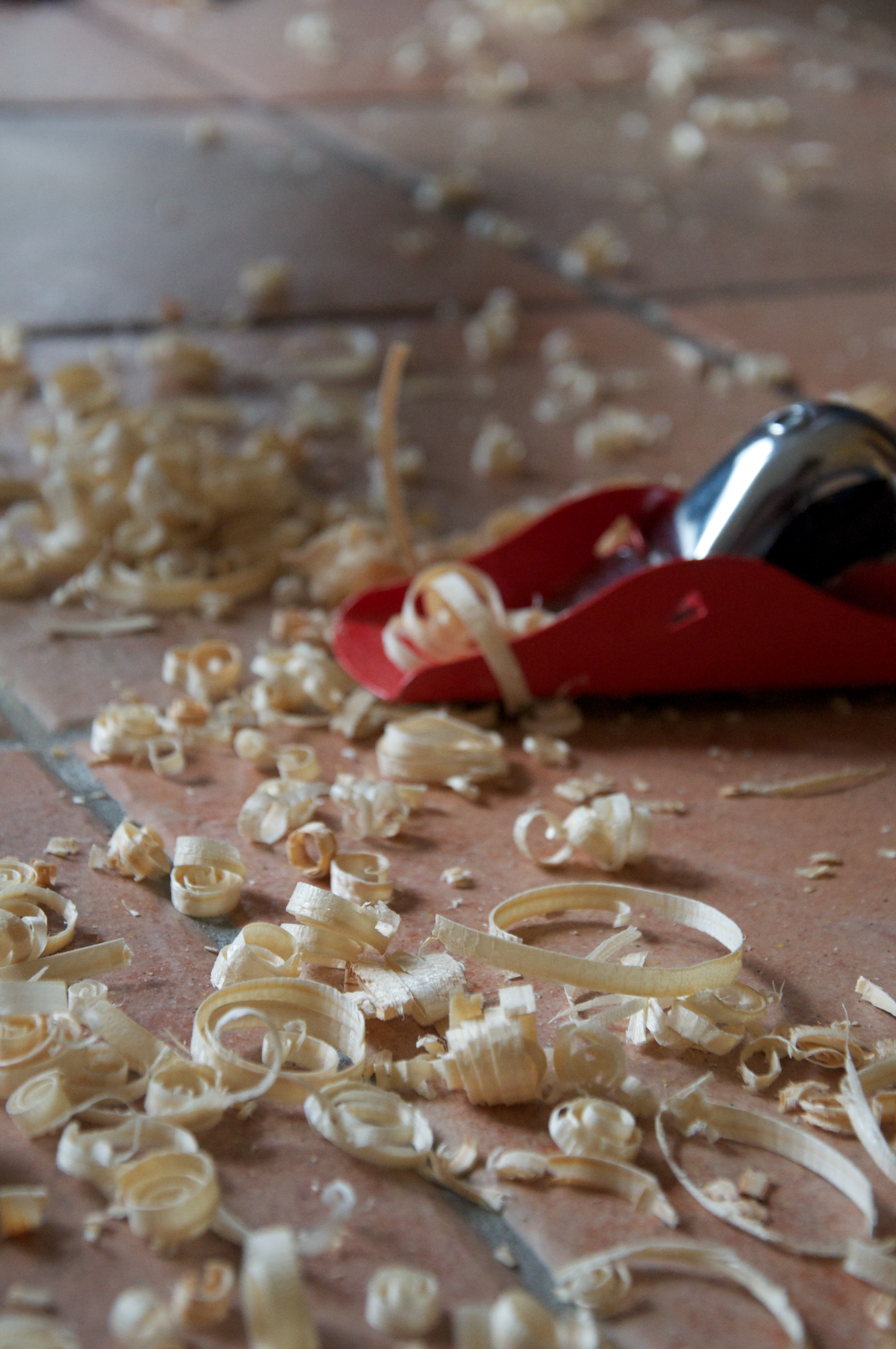
Pialla manuale moderna
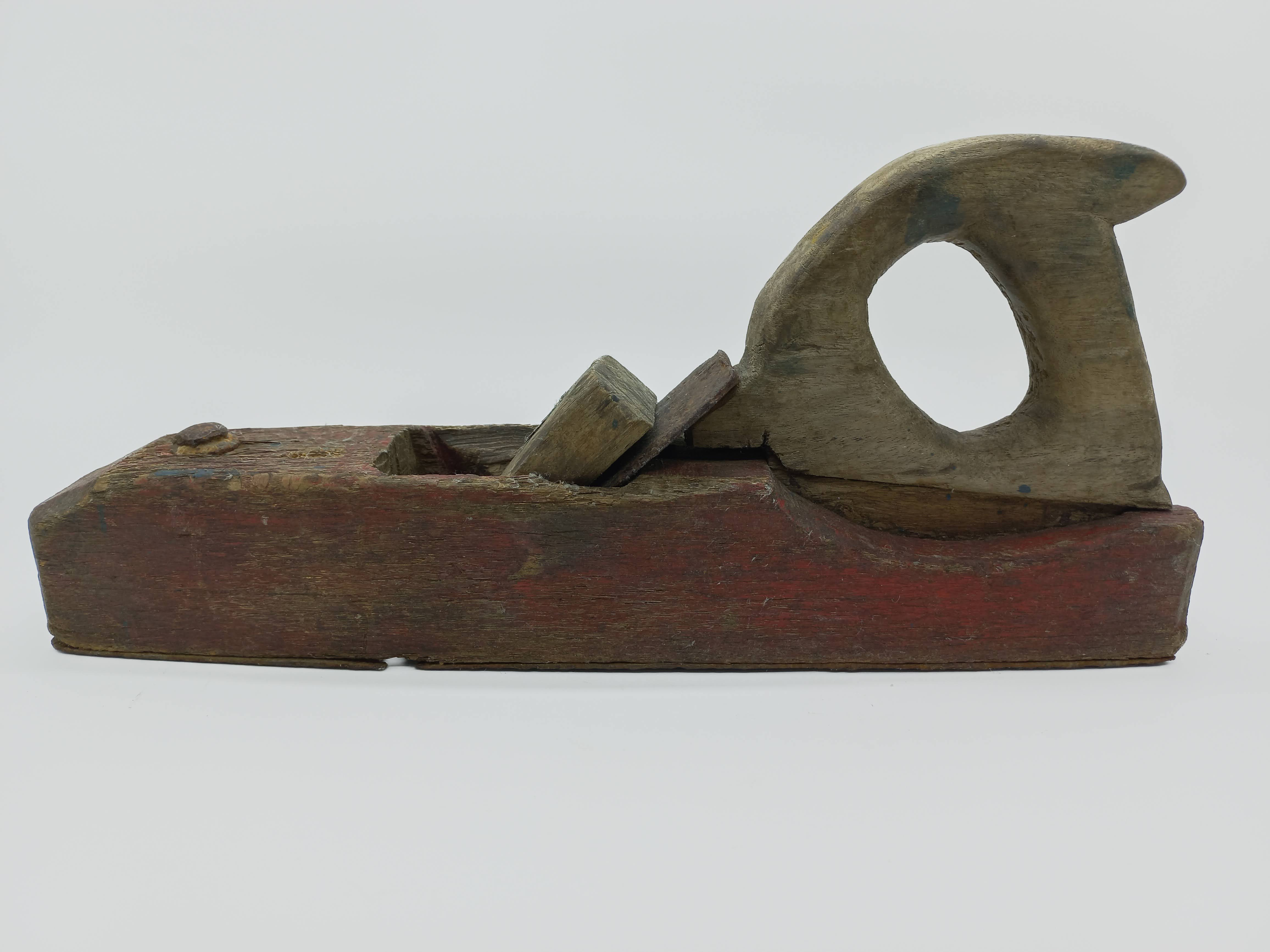
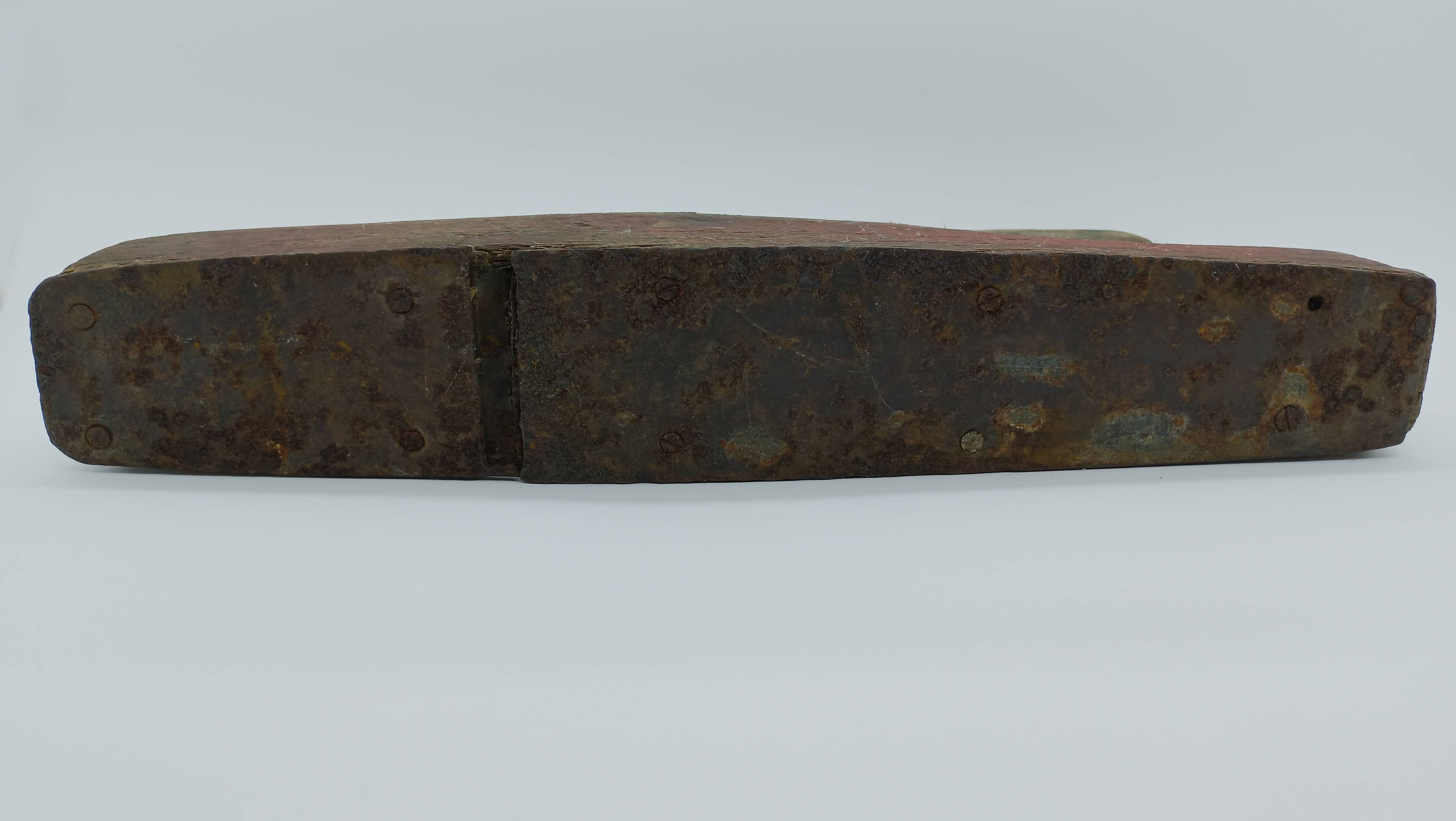